# Johanneskirche (Wolfen)

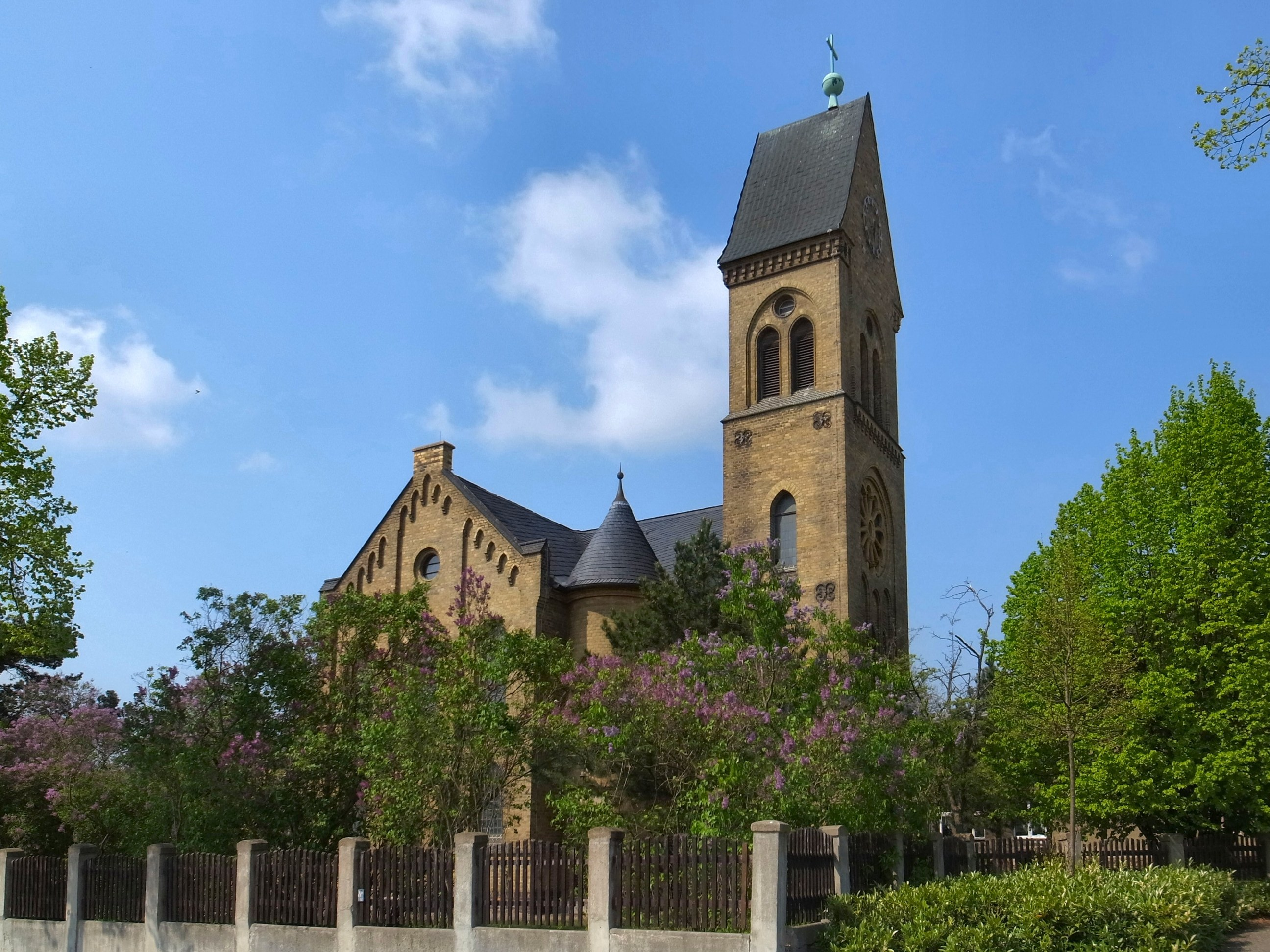
Johanneskirche Wolfen

Die Johanneskirche in Wolfen ist ein evangelischer Sakralbau in der Stadt Bitterfeld-Wolfen im Landkreis Anhalt-Bitterfeld in Sachsen-Anhalt. Kirchlich gehört das Evangelische Kirchspiel Wolfen zum Regionalpfarramt Bitterfeld-Wolfen in der Region Bitterfeld-Wolfen-Sandersdorf-Brehna des Kirchenkreises Wittenberg. Dieser Kirchenkreis befindet sich im Propstsprengel Halle-Wittenberg der Evangelischen Kirche in Mitteldeutschland.

## Geschichte
Wolfen war lange Zeit lediglich ein Dorf bei Bitterfeld, das um ein Rittergut konzentriert war und sich entlang der Leipziger Straße zog. Es besaß eine eigene Kirche auf dem Dorfplatz, die im Jahr 1596 erbaut wurde. Mit dem wirtschaftlichen Aufschwung im 19. Jahrhundert, der mit dem Fund von Braunkohle im Jahr 1846 begann, und 1880 zur Gründung einer eigenen Brikettfabrik führte, wuchs der Ort und die Kirche wurde zu klein. Südöstlich des Dorffriedhofs wurde im Jahr 1897 an der heutigen Ecke der Kirchstraße zur Leipziger Straße der Bau der Johanneskirche begonnen und 1898 abgeschlossen. Der Entwurf stammte vom Baurat Alexander Lauth (1842–1924) aus Delitzsch, der dort seine letzte Station als Kreisbauinspektor von 1895 bis 1899 ausübte, bevor er in den Ruhestand eintrat.
Den Auftrag zur Errichtung gab die Agfa, die sich mit der Farbenfabrik Wolfen im Jahr 1896 zwischen Greppin und Wolfen angesiedelt hatte, und für diese eine Wohnsiedlung südlich des alten Wolfen errichtete. In den Jahren 1963 und 1964 musste die hohe, vierseitige Turmhaube abgenommen und durch ein einfacheres Satteldach ersetzt werden. In den Jahren 1999 und 2000 fand eine umfassende Sanierung statt, die diesen Zustand aber beibehielt. Regelmäßig finden mittlerweile Konzerte in der Kirche statt.

## Baubeschreibung
Auf dem Grundriss eines griechischen Kreuzes mit vorgelagertem Ostturm entstand eine Kirche im neuromanischen Stil, bei der aber einige Details – wie die Schiff- und Chor-Fenster – neugotisch gestaltet wurden. Neben dem im Westen angeordneten Chor und mehreren Anbauten im Südwesten und Nordwesten gibt es im Nordosten und Südosten des Schiffs jeweils einen Treppenturm, so dass diese den Ostturm flankieren. Der Kirchturm selbst beherbergt den Haupteingang, über dem sich eine Fensterrose befindet. Diese Ausgestaltung als Bauwerk des Übergangs zwischen Romanik und Gotik wird „Übergangsstil“ genannt, häufig aber auch schlichtweg Eklektizismus und ist bei Bauten des Historismus häufiger zu finden.
Wie bei vielen Gebäuden der Stadt wurden Greppiner Klinker verbaut. Das Gotteshaus steht als Baudenkmal unter Denkmalschutz und ist im Denkmalverzeichnis mit der Nummer 094 14490 erfasst.

## Ausstattung
Mit der Überbaggerung von Niemegk wurde der Niemegker Schnitzaltar aus dem 16. Jahrhundert im Jahr 1981 nach Wolfen gebracht. Im Schrein finden sich die Mondsichelmadonna, Petrus und Paulus dargestellt, in den Flügeln Katharina und Barbara sowie an den Außenseiten Lukas und Mauritius. Neben der Kanzel mit Greppiner Terrakotten finden sich Emporen sowie romanisch gestaltete Säulen mit Kapitellen, die die rundbogigen Arkaden tragen. Auf der Ostempore befindet sich die Orgel. Die neuromanische Ausstattung wurde in den 1950er Jahren stark reduziert. Erhalten ist aber eine Glocke von 1898 der Glockengießerfamilie Ulrich aus Laucha. Die Decke des quadratischen Schiffs wurde achtteilig gestaltet, so dass der Eindruck einer Kuppel entsteht.